# Szkolne Koła Oporu Społecznego
Szkolne Koła Oporu Społecznego – młodzieżowy ruch oporu powstały 13 marca 1982 w Poznaniu, w wyniku sprzeciwu wobec wprowadzenia stanu wojennego. Skierowany był na uczniów szkół średnich. W różnej skali działał w większości szkół średnich Poznania.

## Założyciele
W 1982 trójka założycieli była poznaniakami i uczęszczała do trzecich klas tamtejszych szkół średnich:
- Wojciech Dziabaszewski – VIII LO; zakonspirowany członek Konfederacji Młodej Polski ROKOSZ; kolportował niezależne wydawnictwa.
- Paweł Kozacki ps. "Hades" – VIII LO; współzałożyciel Konfederacji Młodej Polski ROKOSZ; od końca lat siedemdziesiątych związany z duszpasterstwem dominikanów, w klasztorze nabywał KOR-owską bibułę.
- Przemysław Bielicki – I LO; organizował opozycyjny samorząd w Marcinku.

## Działania
- ciche przerwy w szkołach
- Wydawanie gazetki "Głos SKOSów", która ukazywała się mniej więcej raz na miesiąc nieprzerwanie w latach 1982–1989.
- kolportaż bibuły i rozrzucanie ulotek opozycyjnych
- udział w manifestacjach